# بیمارستان روزبه
بیمارستان روزبه، نام یک بیمارستان روان‌پزشکی در تهران است و نخستین مرکز مدرن روان‌پزشکی دولتی در کشور به‌شمار می‌رود که زیر مجموعه دانشگاه علوم پزشکی تهران است.

## تاریخچه
مقدمه:
با توجه به رشد و ظهور مدرنیزاسیون از اواسط قرن هجدهم د ر اروپا و سر و تحول فکری در همین دوران مخصوصاً در کشورهای غربی و ارتباطاتی که ایرانیان با دانش و فرهنگ غربیی مکرر برقرار می‌کردند چه با فرستادن دانش‌آموختگان به کشورهای غربی و چه با دعوت از مستشاران، مهندسان، پزشکان و استادان سایر حوزه‌ها اقدامات مهمی در زمینه‌های علمی برای هم شکل شدن با کشورهای مدرن غربی صورت گرفت؛ و این تنها با ایجاد تعامل دانش و همچنین بازگشت این دانش آموختگان از خارج به داخل ایران و انتقال علم و فن روز به ایران فراهم می‌شد. روان‌پزشکی در کنار سایر علوم دیگر از این امر مستثنی نبود.

### تاریخچه کلی
در گذشتهٔ نه چندان دور؛ دیوانگان موجودات ناخواسته‌ای شمرده می‌شدند که گرچه گاهی تأثر و تاسف مردم را برمی‌انگیختند، اکثراً آنان را مایهٔ سر افکندگی و شرمساری می‌دانستند. گاهی نیز موجب تعجب و تحیر یا اسباب خنده و تفریح مردم بودند. در همه حال دیوانگان افراد مزاحمی به حساب می‌آمدند که در اجتماع، محل و موقع نداشتند و از جامعه رانده می‌شدند. دارالمجانین‌ها و تیمارستان‌ها نیز در ابتدای آن طور که دکتر رضاعی و دکتر نظام در شرح مشاهدات خود نوشته‌اند، این موجودات مطرود، روزها در کوچه و بازار ویلان بودند و سرگردان پرسه می‌زدند و در شب‌های سرد زمستان به اطراف دکانهای نانوایی و حمام‌های عمومی پناه می‌بردند (داویدیان، ۱۳۸۷: ۳۶).
در حوالی ۱۲۹۳ حوادث ناگواری در تهران رخ داد که بر اثر این پیشامدها شهربانی وقت به فکر جمع‌آوری بیماران روانی از سطح شهر افتاد و در نتیجه در همان سال در بیمارستان دولتی (بیمارستان سینای کنونی) در طول دالانی تنگ و تاریک که باغچه بیمارستان را به حیاط عقب مربوط می‌ساخت، چهار اتاق بسیار کوچک با در و پنجره آهنی ساختند و چند نفر از دیوانگان ناآرام را در آن مکان جای دادند. وقوع حادثه اسف بار دیگری سبب شد که این بیماران از بیمارستان دولتی نیز رانده شوند و نگهداری این بیماران رسماً به شهربانی واگذار گردید؛ و چون شهربانی محلی برای نگهداری مجانین در اختیار نداشت، اجرای این امر به تأخیر افتاد (داویدیان۱۳۸۷، صادقی ۱۳۹۰).
در سال ۱۲۹۷ هجری شمسی برای نگهداری مجانین (اصطلاحی که در متون آن زمان مورد استفاده قرار گرفته) قطعه باغی به وسعت چهار هزار متر مربع واقع در اکبرآباد به نام دارالمجانین زیر نظر شهربانی اختصاص داده شد. در نوشته‌های حسین رضاعی و دکتر عبدالحسین نیرسپاسی از وضعیت نابسامان دارالمجانین یا تیمارستان آن زمانه به گستردگی یاد شده‌است (میر سپاسی، ۱۳۹۰: ۱۸).
باغ اکبرآباد به جای بدهی منیع‌الدوله زنجانی که برادران آقا محمدهاشم و آقا محمدباقر، صرافان زنجانی، ضمانت بدهی او را به دولت کرده بودند، به دولت منتقل شد. و رئیس شهربانی وقت که در صدد تهیه محلی برای نگهداری دیوانگان بود، آن را به دارالمجانین اختصاص داد و بیماران را از بیمارستان دولتی تحویل گرفته به باغ اکبرآباد منتقل کرد.
در این باغ ساختمان دو طبقه‌ای وجود داشت مشتمل بر چهار اتاق در طبقه فوقانی و چهار اتاق در طبقه زیرزمین. یکی از اتاق‌های زیرزمین را تبدیل به پنج سلول تنگ و تاریک یک در دو متر کرده بودند. و بیماران تحریکاتی را در آن جای می‌دادند. که بسیار مرطوب و تاریک و رقت آور بود. یک اتاق دیگر را برای آشپزخانه و یکی را انبار هیزم و چهارمی را جایگاه مریض معین کرده بودند. اتاق بالا را نیز که اتاق‌های پنجره دار بزرگی بود به ۲۸ سلول کوچک یک در دو متر تقسیم و درهای آن را تیغه کرده فقط سوراخ‌های کوچکی برای روشنایی گذاشته بودند و برای هر یک از این سلول‌ها سوراخ مستراحی ساخته و راه‌های آن به زیرزمین رفته و بالاخره وارد چاه آشپزخانه می‌شد. قریب ۲۶مرد و ۱۶زن بیمار در این محوطه به‌طور مختلط به سر می‌بردند. یک نفر آجودان و سه نفر آژان مأمور نگهداری و پرستاری از این بیماران بودند. کلاً ۱۴ تومان در روز به‌طور مقاطعه برای خوراک بیماران داده می‌شد. به علت کیفیت بد غذا و مأکول نبودن، غالباً بیماران غذایشان را دور می‌ریختند و سگ‌های ولگرد از دیوارهای کوتاه و خراب تیمارستان وارد شده شکمی از عزا درمی‌آوردند. تخت خواب یا رخت خوابی وجود نداشت. بیماران بر روی زیلوهایی که هم فرش بود و هم رخت خواب به سر می‌بردند. حمام و سلمانی و رخت شوی خانه و تنظیف بیماران نیز اصولاً وجود خارجی نداشت. وضع ناگوار فوق تا سال ۱۳۰۰ زمان صدارت سید ضیاءالدین طباطبایی که علاوه بر رئیس الوزرایی، ریاست عالیه شهرداری را بر عهده داشت و کفالت آن را به  مختارالملک صبا واگذار کرده بود هم چنان ادامه داشت. در آن هنگام، ضمن بازدید وزراء از مؤسسات خیریه، مقرر گردید که دارالمجنانین از شهربانی به شهرداری منتقل و تحت نظارت بهداری شهرداری اداره شود. لذا  دکتر احیاءالدوله شیخ مأمور گردید که تیمارستان را از شهربانی تحویل گرفته ضمیمه بهداری نماید. در این اوان  دکتر حکیم اعظم به تصدی شهرداری منصوب شد با ملاحظه وضع اسف بار تیمارستان، تصمیم گرفت اصلاحاتی انجام دهد یک نفر مدیر و یک نفر ناظم در تیمارستان گمارد و تعدادی پرستار استخدام کرد. هفتاد تخت خواب چوبی و معدودی پتو تهیه و سیم کشی برق انجام گرفت. لباس برای بیماران تهیه شد و ساختن حمام و سلمانی و داروخانه پیش‌بینی شد. غل و زنجیرهای تبدیل به قفل‌های مخصوص آهنی شد. با گذر زمان به تدریج بر تعداد بیماران بستری نیز افزوده می‌شد. درنتیجه، مشکل تنگی جا مشکل دیگری بود که بر مشکلات موجود اضافه می‌شد و لذا ابتدا سه خانه‌ای که در قسمت شمال غرب تیمارستان بود خریداری شد و پس از اندک زمانی هزار متر زمینی که در قسمت شرق واقع شده بود، نیز خریداری و ضمیمه تیمارستان گردید. در آن زمان تعداد بیماران بستری در حدود ۱۵۰ نفر بود که این تعداد در سال ۱۳۱۶ به ۲۰۰ نفر رسید. از بدو تأسیس تیمارستان در سال ۱۲۹۷ شمسی،  دکتر پزشکیان به سمت رئیس و پزشک تیمارستان برگزیده شد و تا تاریخ بازنشستگی در سال ۱۳۱۹ متوالیاً و بدون انقطاع در این سمت انجام وظیفه می‌کرد و چهار سال بعد در سن هفتاد سالگی بدرود حیات گفت.
در سال ۱۳۰۸ تعداد ۹۸ تن از محصلین رشته‌های مختلف تحصیلی که در امتحان اعزام به خارج قبول شده بودند برای تحصیلات عالی به خارج اعزام شدند. دکتر حسین رضاعی، دکتر ابراهیم چهر رازی و دکتر عبدالحسین میرسپاسی، سه تن از محصلین اعزامی بودند که تحصیل خود را در کشور فرانسه به پایان رساندند و در بازگشت در رشته‌های مربوط مشغول خدمت شدند. دکتر حسین رضاعی و دکتر عبدالحسین میرسپاسی در رشته بیماری‌های روانی و دکتر ابراهیم چهرازی در رشته بیماری مغز و پی.
آن سال‌ها مصادف بود با سال‌های جنگ جهانی دوم. اشغال کشور توسط قوای متفقین و حوادث سیاسی و تنگناهای اقتصادی حاکم بر کشور، بر امور اداری و آموزشی دانشگاه نیز تأثیر گذاشته بود و در طی این سالها تغییر یا پیشرفت چشمگیری در امر آموزش روان‌پزشکی پدید نیامد. بخش یا بیمارستان برای بیماران روانی وجود نداشت و آموزش بالینی و کارآموزی بر بالین بیمار انجام نمی‌گرفت. و آموزش روان‌پزشکی منحصر به تدریس دروس نظری در سال پنجم به صورت یک ساعت در هفته در تمام طول سال بود.

در سال ۱۳۱۶  دکتر حسین رضاعی و یک سال بعد  دکتر عبدالحسین میرسپاسی پس از تحصیل در رشته روان‌پزشکی در اروپا به ایران مراجعت کردند و در تیمارستان استخدام شدند و کمر همت به جلب توجه مسئولان وقت و مردم به وضع تیمارستان و بیماران روانی بستند و کوشیدند وضع نابسامان آن را تغییر داده، به‌صورت مؤسسه‌ای درمانی و آبرومند درآوردند. در سال ۱۳۱۹ کرسی بیمارستان روانی در دانشکده پزشکی ایجاد شد و کوشش‌هایی برای پیوستن تیمارستان شهرداری به دانشگاه تهران صورت گرفت اما ناموفق بود. آموزش روان‌پزشکی در آن سال‌ها منحصر به تدریس دروس نظری توسط  دکتر رضاعی بود و  دکتر میرسپاسی سالی یک یا دو بار دانشجویان را برای آموزش بالینی به تیمارستان شهرداری هدایت می‌نمودند.
در سال ۱۳۲۵ محل فعلی بیمارستان روزبه در اختیار تیمارستان درآمد و بخشی بنام بخش پلی‌کلینیک در آن محل ایجاد گردید. در سال ۱۳۲۹ یک بخش ۳۰ تختخوابی در بیمارستان امام خمینی فعلی و هزار تختخوابی سابق احداث و در تاریخ ۴/۷/۱۳۳۰ همین بخش به محل فعلی بیمارستان روزبه انتقال یافت. و بدین ترتیب بیمارستان روزبه رسماً به دانشگاه تهران پیوست گرچه تا سال ۱۳۳۸ قسمتی از آن همچنان متعلق به شهرداری بود و تحت عنوان تیمارستان شهرداری فعالیت می‌کرد که در این سال تشکیلات تیمارستان شهرداری به امین آباد شهر ری منتقل و بیمارستان روانی رازی نام‌گذاری شد و تمامی فضای بیمارستان روزبه در اختیار دانشگاه تهران قرارگرفت. در سال ۱۳۳۴ احداث اولین واحد بیمارستان روانی در باغ این بیمارستان آغاز گردید. در نتیجه در سال ۱۳۳۵ بیمارستان روزبه شامل بخش‌های روانی ۱ و ۲ شد. در سال ۱۳۳۹ بیمارستان تجدید بنا و بخش‌های مردانه ۲ و ۳ و زنانه ۱ و ۲ فعلی در آن احداث گردید و در تاریخ ۲۱/۶/۱۳۳۹ با بهره‌برداری از بناهای جدید گنجایش بیمارستان به ۱۰۰ تختخواب رسید.
در تاریخ ۲۲/۵/۱۳۴۹ بعلت انحلال بیمارستان وزیری موقتاً بخش اعصاب به بیمارستان روزبه انتقال یافت و تعداد بیست تختخواب از یکصد تختخواب بخش‌های روانی به بخش اعصاب واگذار گردید که ۱۰ تختخواب به مردان و ۱۰ تختخواب به زنان اختصاص داده شد و بخش‌های الکتروشوک و الکتروانسفالوگرافی در بیمارستان روزبه راه‌اندازی شد.
در سال ۱۳۵۳ بیمارستان دارای یک بخش زنانه و دوبخش مردانه و یک بخش داخلی اعصاب بود و قسمت کاردرمانی در زیر زمینی واقع در بخش مردانه ۳ فعلی فعالیت می‌کرد و از اطاقی جنب نگهبانی بعنوان درمانگاه استفاده می‌شد و بیماران در آنجا ویزیت می‌شدند. در سال ۱۳۵۵ توسط دکتر نوشیروانی یک بخش با ظرفیت ۳۰ تخت ساخته شد و به بیماران روانی اختصاص یافت و گنجایش بیمارستان به ۱۳۰ تختخواب افزایش پیدا کرد. در سال ۱۳۵۵ بخش کاردرمانی ساخته شد و طبقه فوقانی آن نیز به روان‌شناسی اختصاص یافت
در سال ۱۳۵۶ بخش اعصاب منحل و به بیمارستان امام خمینی (ره) فعلی انتقال یافت و ظرفیت بیمارستان با ۱۳۰ تختخواب کاملاً به بیماران روانی اختصاص یافت. در همین سال ساختمانی در دو طبقه برای بخش و کتابخانه احداث گردید. در سال ۱۳۵۸ با اختصاص ۲۰ تختخواب به کودکان گنجایش بیمارستان به ۱۵۰ تختخواب افزایش پیدا کرد اما در سال ۱۳۶۰ بخش کودک منحل و به بخش زنانه تبدیل گردید. در سال ۱۳۷۰ ساختمانی جدیدی برای دفتر پرستاری و کتابخانه ساخته شد و در سال ۱۳۷۱ کتابخانه قدیمی به صورت بخش اورژانس با ظرفیت ۱۵ تختخواب راه‌اندازی گردید و تعداد تخت‌های بیمارستان به ۱۶۵ تختخواب افزایش پیدا کرد.
در اواخر سال ۱۳۷۹ بخش اعتیاد با ۱۳ تخت به جای بخش مردانه ۴ شروع به کارکرد و از اواسط سال ۱۳۸۲ «مرکز ملی تحقیقات اعتیاد ایران» پس از بازسازی قسمتی از ساختمان قدیم بیمارستان فارابی افتتاح گردید و درمانگاه سرپائی آن برای درمان معتادان شروع به کار نمود.
در سال ۱۳۸۲ طبقه فوقانی بخش روان‌پزشکی کودک و نوجوان به همت  کرمانیان احداث و به بیمارستان روزبه اهداء گردید. بخش فوق به عنوان بخش دختران روان‌پزشکی کودک و نوجوان در تاریخ ۲۰/۱۱/۸۳ با حضور ریاست محترم دانشگاه به‌طور رسمی افتتاح گردید.
بیمارستان روزبه در زمینه به مساحت ۲۲۰۰۰متر مربع در مرکز شهر تهران بنا شده‌است که اولین مرکز درمانی و آموزشی بیماران روانی است. این بیمارستان با بیش از ۷۰ سال سابقه در زمینه‌ی بیماریهای روان‌پزشکی بیشترین نقش را در تربیت روانپزشکان، در کشور را بر عهده داشته‌است.

## تاریخچه مختصر
در سال ۱۳۱۹ بیمارستان شماره یک شهرداری ضمیمه دانشکده پزشکی تهران گردید و به نام بیمارستان روزبه موسوم گردید.
جنب آن ساختمان تیمارستانی بود که متعلق به شهرداری بود.
بیمارستان در آن زمان شامل قسمت‌های زیر بود:
بخش جراحی، بخش بیماری‌های مغز و پی، درمانگاه جراحی و داروخانه.
در سال ۱۳۴۴ بخش جراحی تعطیل شد و به‌جای ان بخش پزشکی و درمانگاه پزشکی دائر گردید.
در سال ۱۳۲۸ بخش بیماری‌های مغز و پی و و درمانگاه جراحی به بیمارستان هزار تختخوابی و بخش پزشکی به بیمارستان وزیری منتقل شد؛ و بیمارستان مجدداً به شهرداری واگذار شد؛ و بیماران تیمارستان نیز به این قسمت منتقل شدند و در عوض باغ تیمارستان به دانشکده پزشکی واگذار گردید.
در بیمارستان روزبه حدود دو سال برای معالجه معتادین به افیون بخشی با ۲۰ تخت دائر بود که اداره ان با دانشکده نبود و به نام بیمارستان تعاون نامیده می‌شد.
بخش بیماری‌های روانی از فروردین ۱۳۲۹ در بیمارستان هزار تختخوابی تأسیس شد و در تاریخ ۴ مهر ۱۳۳۰ به محل فعلی بیمارستان روزبه (که قبلاً بیمارستان تعاون بود) انتقال یافت که شامل دو قسمت مردانه و زنانه با ۴۵ تخت و یک درمانگاه بود.
در ۱۳۳۷ انجمن بهداشت روان با همکاری دانشکده پزشکی بودجه ساختمان جدید را تأمین و بنای نهادند؛ و در سال ۱۳۳۹ بخش‌های روانی به ساختمان جدید با یکصد منتقل گردید.

## معرفی بخشها و خدمات
بخشهای بستری:
بیمارستان روزبه دارای سه بخش مردان (بخش یک مردان، بخش دو مردان و بخش برنا مردان) سه بخش زنان (بخش یک زنان، بخش دو زنان و بخش برنا زنان) دو بخش اطفال (دختران و پسران) بخش نوروسایکیاتری و سالمندی (پندار) و بخش سوء مصرف مواد مخدر است و در مجموع دارای ظرفیت ۱۸۹ تخت است.
خدمات ارائه شده در این بخش‌ها:
1. ارائه خدمات مددکاری اجتماعی و توانبخشی
2. ارائه خدمات روان‌شناسی
3. مراقبتهای بالینی پرستاری، آموزش به بیمار و خانواده- توانبخشی
4. خدمات روان‌پزشکی

بخشهای سرپایی:
بیمارستان روزبه دارای درمانگاه بزرگسال، اطفال، نورولوژی، بخش روان درمانی و روان‌شناسی و همچنین بخش توان بخشی ورزشی است.
خدمات ارائه شده در این بخشها:
1. خدمات PSG- EMG-EEG- تزریق بوتاکس-LP
2. ورزش درمانی، ارزیابی روان‌شناسی حافظه
3. داروخانه، تست هوش، تست شخصیت و حافظه
4. درمانگاه سکس تراپی_ بیش فعالی- سالمندان

بخش اورژانس بیمارستان روزبه:
اورژانس روزبه اولین اورژانس روان‌پزشکی در کشور است که دارای تعداد تخت‌های ۱۶ است
خدمات ارائه شده در این بخش‌ها:
1. تریاژ بیماران
2. خدمات مددکاری و روان‌شناسی
3. مراقبتهای بالینی پرستاری
4. حضور دائم دستیاران روان‌پزشکی در اورژانس
5. نوار قلبی
6. سرم تراپی

تاریخ پرستاری

## تاریخچه پرستاری از بیماران روان در ایران و بیمارستان روزبه
از بدو تأسیس بخش بیماری‌های روانی در بیمارستان هزار تختخوابی در سال ۱۳۲۹ و در طی سال‌های دشوار کمبود پرستار، برنجی در سمت ناظمه فنی به همراه دو پرستار فارغ‌التحصیل و شش خدمتکار در این بخش شروع به کار کرد و با جدیت کم-نظیری اداری امور پرستاری را به عهده داشت اما هنوز مشکلات برای استخدام پرستاران کار آزموده به دلیل جذب فارغ التحصیلان آموزشگاه‌های پرستاری در بیمارستان‌های عمومی و عدم تمایل آنان برای کار در این مرکز وجود داشت. با تمام این مشکلات بودند کسانی که خدمت کردن به بیماران روان را با طیب خاطر پذیرفتند و از بدو تأسیس بیمارستان تا پایان مدت خدمتشان صادقانه، با صمیمیت و احساس مسئولیت به وظایف حرفه‌ای و انسانی خود عمل کردند. اینان عبارت بودند از سیدی، زهرا باز قلعه‌ای، قناعتی نخستین پرستاران زن و ابوالحسنی، شوشتری و اسمعیلی نخستین پرستاران مرد. با گذشت زمان، بر تعداد پرستاران بیمارستان روزبه افزوده شد و در سال ۱۳۳۸ تعداد پرستاران به ۱۶ تن رسید. علیرغم افزایش تعداد پرستاران، مشکل فقدان پرستار روان آموزش دیده، همچنان مطرح بود. پس از بازنشسته شدن برنجی، در سال ۱۳۳۹، از آنجا که ساختمان جدید از دو بخش مجزا از هم تشکیل شده بود، دکتر رضاعی، از دانشکده پزشکی تقاضای داشتن دو ناظمه فنی را نمود و متعاقباً دانشکده پزشکی دو نفر از پرستاران آزموده خود، مهر و مختاری را برای تصدی سمت‌های مزبور به بیمارستان معرفی کرد که هر دو نفر تا زمانی که اداره امور پرستاری در سال ۱۳۴۶ به پرستاران فارغ‌التحصیل سپرده شد به خدمت خود در بیمارستان ادامه دادند.

## تأسیس آموزشگاه پرستاری روان
با آمادگی که وزارت بهداری برای اصلاح وضع بهداشت روانی کشور از خود نشان می‌داد، سازمان جهانی بهداشت در اواخر سال ۱۳۳۸ یک یا دو ماه پس از ورود دکتر باش به ایران، یکی از مربیان پرستاری روان خود را به نام «زیمرمن» مأمور خدمت در ایران نمود.
وزارت بهداری عالی نژاد، که یکی از پرستاران فارغ‌التحصیل آموزشگاه پرستاری بود و دوره پرستاری بهداشت عمومی را در بیروت گذرانده بود و بنا به دعوت دکتر رضاعی با سمت سرپرست امور پرستاری، مشغول خدمت در بیمارستان روزبه شده بود را برای دائر کردن کلاس‌های تربیت روان پرستار دعوت به همکاری با زیمرمن نمود. با تلاش‌های دکتر رضاعی و جلساتی که با نمایندگان وزارت بهداری و دانشکده پزشکی تشکیل شد، در نهایت نسبت به تأسیس آموزشگاهی برای تربیت روان پرستار توافق بعمل آمد. بال شرقی بیمارستان تازه تأسیس روزبه به آموزشگاه اختصاص یافت و ریاست آموزشگاه به دکتر محمد گیلانی واگذار شد و سرپرستی برنامه‌های آموزشی را زیمرمن و عالی‌نژاد به عهده گرفتند.
برنامه آموزش طوری طرح‌ریزی شد که هم پرستاران فارغ‌التحصیل آموزش گاه‌های پرستاری کشور و هم بهیاران بتوانند از آن استفاده کنند. دوره پرستاری روان برای فارغ التحصیلان پرستاری یک سال و برای بهیاران ۲ الی ۶ ماه در نظر گرفته شد.
نخستین دوره کلاس‌های یک ساله با شرکت ۱۶ نفر از فارغ التحصیلان آموزشگاه‌های عالی پرستاری که در استخدام بیمارستان روزبه درآمده بودند در آبان ماه ۱۳۳۹ آغاز شد و در آبان ماه سال بعد خاتمه پذیرفت. پس از آن ۲۰ نفر از بهیاران فارغ‌التحصیل بنگاه حمایت مادران، مقدمات پرستاری روان را در یک دوره ۶ ماهه آموزش دیدند و از مهر ماه سال ۱۳۴۱ در بیمارستان روزبه مشغول خدمت شدند.
وزارت بهداری که به اهمیت پرستاری روان پی برده بود، در سال ۱۳۳۹ واحدی را در اداره بهداشت برای پرستاران روان بنیان نهاد و تصدی آن را به یکی از پرستاران کار آزموده ناصره ربوبی سپرد. در سال ۱۳۴۰، در انجمن پرستاری نیز کمیته پرستاری روان تشکیل شد. همچنین عالی‌نژاد، نگارش کتابی را در باب پرستاری روانی آغاز کرد که در سال ۱۳۴۴ انتشار یافت.
آموزشگاه پرستاری روان در اواخر سال ۱۳۴۶ به دلیل مرتفع شدن نیاز نسبت به پرستاران در این مرکز و همچنین کاهش تعداد دانشجویان پرستاری منحل شد.
دانشکده پزشکی، به منظور اصلاح امور پرستاری بیمارستان‌های آموزشی، تصمیم داشت امور پرستاری بخش‌ها را به تدریج به پرستاران فارغ‌التحصیل بسپارد. اصلاحات را از بیمارستان روزبه که تجربه کاری با پرستاران کار آزموده را کسب کرده بود آغاز نمود و سرپرستاران را از بین کسانی برگزیدند که اصول پرستاری روان را در آموزشگاه پرستاری فرا گرفته بودند که عبارت بودند از: پرتوی، معافی زاد، مدامی، اتقائی، مسن‌زاده، ببری، رادو، اکونومی. سرپرستی امور پرستاری روان بیمارستان نیز به بصیرالعلومی که از پرستاران با اطلاع و با تجربه بود، سپرده شد.
همراه با سرپرستاران، پرستاران دیپلمه نیز به تعداد ۳۲ نفر مأمور خدمت در بیمارستان روزبه شدند. به علاوه دانشجویان پرستاری مانند سابق برای کار آموزی به بیمارستان معرفی می‌شدند و همیشه اوقات ۱۵ نفر در بخش‌ها حضور پیدا می‌کردند. به این ترتیب علاوه بر اینکه امور پرستاری بیمارستان تماما˝ توسط پرستاران فارغ‌التحصیل و آموزش دیده انجام می‌گرفت، تعداد آنان نیز از سال ۱۳۳۷ به بعد، به حد نصاب استاندارد رسید، به این معنی که نسبت پرستار به بیمار در کل، یک به دو شده بود و در ۲۴ ساعت، با محاسبه سه نوبت کاری هشت ساعته، تعداد آنها به یک ششم تعداد کل بیماران بستری می‌رسید.
در ابتدا پرستاران مزبور مدت چهار ماه در کلاس‌های فشرده‌ای که برای آنان ترتیب داده شده بود شرکت کردند. . کار آموزی بالینی را در بخش‌های تحت نظر روسای بخش به انجام رساندند و تا پایان یک سال پرستاری و مراقبت از بیماران روانی را به گونه‌ای رضایت بخش فرا گرفتند. به علاوه سرپرستاران در جلسات معرفی و معاینه بیمار در بخش‌ها که با حضور رزیدنت‌ها صورت می‌پذیرفت، به گونه‌ای فعال شرکت می‌کردند.
با توجه به اینکه بیمارستان روزبه اولین بیمارستان تخصصی و فوق تخصصی در زمینهٔ بیماری‌های اعصاب و روان در ایران است لذا چیزی غیرقابل تصور نیست که در خیلی از زمینه‌های دیگر نیز اولین مرکزی باشد که خیلی از فعالیت‌های درمانی و پژوهشی در کشور را در این حوزه را شروع کرده باشد.

## اولین بخش بیماری‌های روانی در دانشکده پزشکی دانشگاه تهران
در سال ۱۳۲۹ بر اثر مساعی و پافشاری‌های استاد، دکتر رضاعی، شورای دانشکده پزشکی دانشگاه تهران که ریاست آن در آن سال با دکتر جهانشاه صالح بود، با پیشنهاد تأسیس بخش بیماری‌های روانی موافقت کرد و طبقه همکف بال شرقی بیمارستان امام خمینی که در آن زمان به بیمارستان هزار تختخوابی معروف بود، برای این کار اختصاص یافت.

## اولین دستیار رشته روان‌پزشکی در ایران
پس از درج آگهی استخدام دستیار برای بخش بیماری‌های روانی در روزنامه‌ها و انجام ثبت نام و برگزاری امتحان ورودی، در تاریخ ۱۱ مرداد ماه سال ۱۳۲۹، دکتر هاراطون داویدیان به عنوان نخستین دستیار رشته روان‌پزشکی مشغول خدمت در دانشکده پزشکی شدند.

## اولین مرکز آموزشی بیماری‌های روانی در ایران
در تاریخ چهارم مهر ماه سال ۱۳۳۰ اولین مرکز آموزشی روان‌پزشکی در ایران در بیمارستان روزبه بنیان نهاده شد.

## اولین دستگاه غش‌انگیز در ایران (Electro Convulsive Therapy)
در جریان جستجو برای یافتن وسایل تشنج‌زا، سرلتی و بینی در سال ۱۹۳۷ به فکر استفاده از نیروی برق افتادند و دو سال بعد اعلام کردند که با انتخاب نوع و تنظیم شدت نیروی برق و تعیین مدت زمان عبور جریان برق از بدن می‌توان از این وسیله استفاده کرد و موجب پیدایش عوارض خطرناک نیز نشد.
خرید این دستگاه به دلیل علت جنگ جهانی دوم، میسر نشد. پس از خاتمه جنگ ابتدا دکتر رضاعی و سپس دکتر چهررازی هر کدام یک دستگاه از خارج وارد کردند و آن را در تیمارستان به کار بردند. دکتر گیلانی نیز در همین اوان یک دستگاه از آمریکا وارد کرد.
در ایران دکتر میرسپاسی با کمک تنی چند از مهندسان ایرانی آن دستگاه را ساخت، و آن را دستگاه غش‌انگیز نام نهاد.

## اولین کاربرد داروی شل کننده عضلات برای درمان با الکتروشوک در ایران
دکتر هاراطون داویدیان برای اولین بار در سال ۱۳۳۷ درمان با الکتروشوک را با استفاده از داروی شل کننده عضلات همراه با داروی بیهوشی به کار بردند.

## اولین دوره کارورزی دانشجویان پزشکی به بیمارستان روزبه
از اوایل سال ۱۳۳۱، طبق آیین‌نامه آموزشی جدید، دانشکده پزشکی به نوبت و در هر نوبت چهار نفر از دانشجویان سال ششم پزشکی را به مدت چهار ماه برای گذراندن دوره کارورزی به بیمارستان معرفی می‌نمود؛ و کارورزان دراین کلاس‌ها، طرز گرفتن شرح حال، طرز معاینه، طرز برخورد با بیمار را فرا می‌گرفتند؛ و پرستاران را نیز به نوبت در این کلاس‌های شرکت می‌کردند.

## اولین سمپوزیوم بیماری‌های روان‌پزشکی در ایران
نخستین سمپوزیوم در سال ۱۳۴۰ با عنوان «نوروزها» تشکیل شد. در آن سال بیمارستان روزبه فاقد تالار سخنرانی بود، سمپوزیوم مزبور در تالار سخنرانی بیمارستان هزار تختخوابی برگزار گردید.

## اولین شرکت کننده ایرانی در سمینار بین‌المللی روان‌پزشکی
در سال ۱۹۶۶ سمپوزیومی در خارطوم تحت عنوان درمان در روان‌پزشکی، برگزار گردید و دکتر هاراطون داویدیان به نمایندگی از گروه روان پزشکان ایران، برای اولین بار در سمپوزیوم روان‌پزشکی بین‌المللی شرکت نمودند؛ و مطالبی دربارهٔ برخی معتقدات محلی که موضوع بحث بود، و همچنین مطالبی دربارهٔ هیستری ارائه نمودند.

## اولین انجمن روان‌پزشکی ایران
با افزوده شدن بر تعداد روان پزشکان ایران که تا سال ۱۳۴۵ به ۳۰ نفر رسید، دکتر میرسپاسی ضرورت داشتن انجمن روان‌پزشکی را مطرح نمود؛ و با انتخاب هیئتی برای تنظیم اساسنامه انجمن در اندک زمانی اساسنامه آماده و در هیئت مؤسس متشکل از پزشکان بیمارستان روزبه به تصویب رسید؛ و انجمن در تاریخ هشتم اسفندماه سال ۱۳۴۵ تحت عنوان انجمن روان‌پزشک ایران به ثبت رسید؛ و نخستین جلسه عمومی انجمن با شرکت ۲۵ تن از روان پزشکان و پی شناسان کشور در سالن کنفرانس بیمارستان روزبه تشکیل گردید. درخواست انجمن برای عضویت در انجمن جهانی روان‌پزشکی در پنجمین دوره مجمع عمومی انجمن مزبور، که در سال ۱۳۵۰ منعقد گردید، مصوب و به تصویب رسید.

## اصطلاح بیماری‌های روان تنی
از اصطلاحات رایج در روان‌پزشکی است که از ابداعات دکتر میرسپاسی است

## اولین پرستاران تحصیل کرده دانشکده پزشکی دانشگاه تهران
دانشکده پزشکی، به منظور اصلاح امور پرستاری بیمارستان‌های آموزشی، تصمیم داشت امور پرستاری بخش‌ها را به تدریج به پرستاران فارغ‌التحصیل بسپارد. اصلاحات از بیمارستان روزبه که تجربه کاری با پرستاران کارآزموده را کسب کرده بود آغاز نمود. پزشکیاران و پرستاران قدیمی بازنشسته شدند و پرستاران شاغل را به سایر بیمارستان‌ها منتقل کردند. گروه جدید پرستاران از دهم اسفند ماه سال ۱۳۴۶ اداره امور پرستاری را به عهده گرفتند؛ و سرپرستاران از بین کسانی انتخاب شدند که اصول پرستاری روانی را در آموزشگاه پرستاری فرا گرفته بودند و عبارت بودند از پرتوی، معافی زاد، مدامی، اتقائی، مسن‌زاده، ببری، راد و اکونومی.

## اولین دوره کارشناسی ارشد روان‌شناسی بالینی در ایران
راه‌اندازی اولین دوره فوق‌لیسانس و دوره دکترای روان‌شناسی بالینی در ایران.

## تأسیس اولین کلینیک مرکز مشاوره و راهنمایی در دانشگاه تهران
اولین کلینیک مرکز مشاوره و راهنمایی در دانشگاه تهران توسط دکتر سعید شاملو

## اولین اداره بهداشت روانی در ایران
هم‌زمان با آغاز کار بخش بیماری‌های روانی در دانشکده پزشکی، دانشگاه تهران، وزارت بهداری نسبت به سامان دهی وضع بهداشت روانی کشور علاقه‌مندی بیشتری نشان داد؛ ولیکن به علت اندک بودن تعداد روان پزشکان و نبود فرد متخصصی که بتواند به‌طور تمام وقت در رأس چنین اداره‌ای خدمت نماید، عملی کردن این تصمیم به تعویق می‌افتاد. تا این که دکتر ناصرالدین صاحب الزمانی، که دوره عالی روان‌شناسی بالینی را در آلمان طی کرده بود به ایران بازگشت و با دعوت وزارت بهداری از ایشان برای احراز مقام ریاست اداره بهداشت روانی و پذیرفتن ایشان در خرداد ماه سال ۱۳۳۸ اداره بهداشت روانی در وزارت بهداری گشایش یافت.

## اولین پژوهش همه‌گیرشناسی اختلالات روانی در ایران
نخستین پژوهش همه‌گیرشناسی اختلالات روانی در ایران از طریق اداره بهداشت روانی به سرپرستی دکتر باش (مستشار عالی بهداشت روانی از سازمان جهانی بهداشت) و با همکاری گروه روان‌پزشکی دانشگاه شیراز و رئیس اداره آمار وزارت بهداری ابتدا در سال ۱۳۴۲ در چند روستای ناحیه مرودشت استان فارس و سپس در سال‌های ۱۳۴۸ و ۱۳۴۹ به ترتیب در چند روستای استان خوزستان و شهر شیراز انجام گرفت.

## برگزاری اولین سمینار بین‌المللی بیماری آلزایمر در ایران
اولین کنگره بین‌المللی بیماری آلزایمر در ایران از سوی دپارتمان حافظه و نورولوژی مرکز تحقیقات روان‌پزشکی و روان‌شناسی دانشگاه علوم پزشکی تهران، بیمارستان روزبه در ۱۳۸۴ در بیمارستان امام خمینی برگزار گردید.

## اولین بیمارستان در سطح دانشگاه علوم پزشکی تهران که برنامه حاکمیت بالینی را شروع کرد
برنامه حاکمیت بالینی در بیمارستان روزبه از اواسط سال ۱۳۸۴ پس از آموزش‌های لازم، با تشکیل کمیته‌ای از مسئولان، استادان و پرستاران و با هدف ارتقاء خدمات بالینی از نظر کیفی و کمی برای رسیدن به استانداردهای مطلوب و افزایش رضایت خدمت گیرنده گان آغاز گردیده، و با برگزاری جلسات کمیته به‌طور پیگیر مشکلات موجود مورد بررسی قرارمی‌گرفت.

## اولین مرکز روزانه در بیمارستان روزبه سال ۱۳۸۸
مرکز روزانه بیمارستان روزبه با هدف بازتوانی بیماران مزمن روان‌پزشکی برای اولین بار در سال ۱۳۸۸ راه اندازی گردید و در این مرکز خدماتی از جمله آموزش بیمار، آموزش خانواده، آموزش مهارت‌های اجتماعی و کاردرمانی ارائه می‌گردد

## افتخارات دیگر
- اولین مرکز فوق تخصصی روان‌پزشکی کودک و نوجوان در ایران ۱۳۷۷
- اولین مرکز تحقیقات اعتیاد در ایران در سال ۱۳۸۳
- اولین مرکز ویزیت در منزل در بیمارستان روزبه سال ۱۳۸۴
- اولین مرکز روان‌پزشکی دارای ایزو در ایران در سال ۱۳۸۴
- اولین بخش اورژانس روان‌پزشکی در ایران در سال ۱۳۸۶
- اولین پذیرش فلوشیپ روان تنی در ایران سال ۱۳۸۹
- اولین پذیرش فلوشیپ روان درمانی در ایران، ۱۳۹۲